# Маргарета фон Берг
Маргарета фон Berg или Маргарета фон Юлих (на немски: Margarete von Berg, Margarethe von Jülich; * ок. 1364, Хардегзен; † 18 юли 1442, Хардегзен) от фамилията Юлих-Хаймбах, е чрез женитба херцогиня на Брауншвайг-Гьотинген.

## Живот
Дъщеря е на Вилхелм II (1348 – 1408), херцог на Берг, и съпругата му Анна фон Пфалц (1346 – 1415), дъщеря на курфюрст Рупрехт II фон Пфалц, сестра на римско-немския крал Рупрехт. Сестра е на Рупрехт фон Берг (1365 – 1394), княз-епископ на Падерборн (1390 – 1394), Адолф (1370 – 1437), който през 1408 г. последва баща им като херцог на Берг, и на Вилхелм (1382 – 1428), княз-епископ на Падерборн (1402 – 1414).
Маргарета се омъжва през 1379 г. за Ото I (1340 – 1394) от род Велфи, херцог на Брауншвайг-Люнебург и княз на Гьотинген. Тя е втората му съпруга. Той е изгонен от Гьотинген и отива да живее в замък Бург Хардег в Хардегзен, който купува през 1379 г.
Маргарета е погребана в църквата „Св. Маурициус“ в Хардегзен.

## Деца
Маргарета и Ото I имат три деца:
- Ото II (ок. 1380 – 1463), женен от ок. 1408 г. за Агнес фон Хесен (1391 – 1471), дъщеря на ландграф Херман II фон Хесен
- Анна (1387 – 1426), омъжена 1403 за маркграф Вилхелм I фон Майсен (1343 – 1407) и 1413 за граф Вилхелм I (II) фон Хенеберг-Шлойзинген (1384 – 1426)
- Елизабет († 1444), омъжена юли 1405 за херцог Ерих I фон Брауншвайг-Грубенхаген (1383 – 1427)